# Prüferův obor
Prüferův obor je pojem z matematiky, konkrétněji z teorie okruhů. Jedná se o obory, které sdílejí vlastnosti s Dedekindovými obory, přestože nemusí být noetherovské. Tvrzení o ideálech a modulech známá v případě Dedekindových oborů pro ně ovšem platí jen v případě konečně generovaných modulů. Prüferovy okruhy nesou své jméno po německém matematikovi Heinzovi Prüferovi.

## Definice
Prüferův okruh je takový komutativní okruh bez dělitelů nuly, v kterém je každý konečně generovaný ideál invertibilní vzhledem k násobení ideálů.
Existuje ovšem velké množství ekvivalentních definic. Například kterákoliv z následujících vlastností je v případě oboru integrity {\displaystyle R} ekvivalentní tomu, že se jedná o Prüferův obor:
- Každý nenulový konečně generovaný ideál {\displaystyle I} oboru {\displaystyle R} je invertibilní, to jest {\displaystyle \ I\cdot I^{-1}=R}, kde {\displaystyle I^{-1}=\{r\in q(R):rI\subseteq R\}} a {\displaystyle \ q(R)} je podílové těleso.
- Každý nenulový ideál generovaný dvěma prvky je invertibilní.
- Pro libovolné nenulové (konečně generované) ideály {\displaystyle I,J,K} z {\displaystyle R} platí {\displaystyle I\cap (J+K)=(I\cap J)+(I\cap K)}.
- Pro libovolné nenulové (konečně generované) ideály {\displaystyle I,J,K} z {\displaystyle R} platí {\displaystyle I(J\cap K)=IJ\cap IK}.
- Pro libovolné nenulové (konečně generované) ideály {\displaystyle I,J,K} z {\displaystyle R} platí {\displaystyle (I+J)(I\cap J)=IJ}.
- Pro libovolné nenulové (konečně generované) ideály {\displaystyle I,J,K} z {\displaystyle R} platí, že pokud {\displaystyle IJ=IK}, pak {\displaystyle J=K} nebo {\displaystyle I=0}.

## Vlastnosti
- Pokud {\displaystyle R} je Prüferův obor a {\displaystyle K} je jeho podílové těleso, pak je Prüferův i každý okruh {\displaystyle S} splňující {\displaystyle R\subseteq S\subseteq K}.

## Příklady
- Okruh všech celých funkcí v otevřené komplexní rovině {\displaystyle \mathbb {C} } je Prüferův obor.